# كوكي وون
كوكي وون المعروف كذلك باِسم المقر العالمي للتايكواندو، أو الأكاديمية العالمية للتايكوندو هي المنظمة الرسمية الكبرى والحكم الرئيسي لرياضة التايكوندو في العالم التي وضعت أسسها دولة كوريا الجنوبية مؤسسة هذا الفن القتالي. تأسست المنظمة في 30 نوفمبر 1972 بمدينة سيول في كوريا الجنوبية تحت إشراف قسم الرياضة الدولية التابع لوزارة الثقافة والرياضة والسياحة.